# تیلینگ (دهانه)
تیلینگ یک دهانه برخوردی در ماه‌ است.

## دهانه‌های اقماری
این دهانه ۴ دهانه اقماری دارد.
| Tiling | عرض جغرافیایی | طول جغرافیایی | قطر          |
| ------ | ------------- | ------------- | ------------ |
| C      | ۵۰.۴° S       | ۱۲۹.۷° W      | ۲۱.۰ کیلومتر |
| D      | ۵۲.۰° S       | ۱۳۱.۲° W      | ۳۴.۰ کیلومتر |
| G      | ۵۳.۰° S       | ۱۲۸.۶° W      | ۱۴.۰ کیلومتر |
| F      | ۵۲.۳° S       | ۱۲۹.۰° W      | ۱۷.۰ کیلومتر |